# Gustave Cabaret
Charles Gustave Cabaret (Claye-Souilly, Sena i Marne, 1 de novembre de 1866 - París, 4 d'abril de 1918) va ser un arquer francès que va competir a començaments del segle xx.
El 1908 va prendre part en els Jocs Olímpics de Londres, on va guanyar la medalla de bronze en la prova de l'estil continental del programa de tir amb arc. En la prova de la doble ronda York fou vint-i-sisè.